# Lidija Nikolajewna Grigorjewa

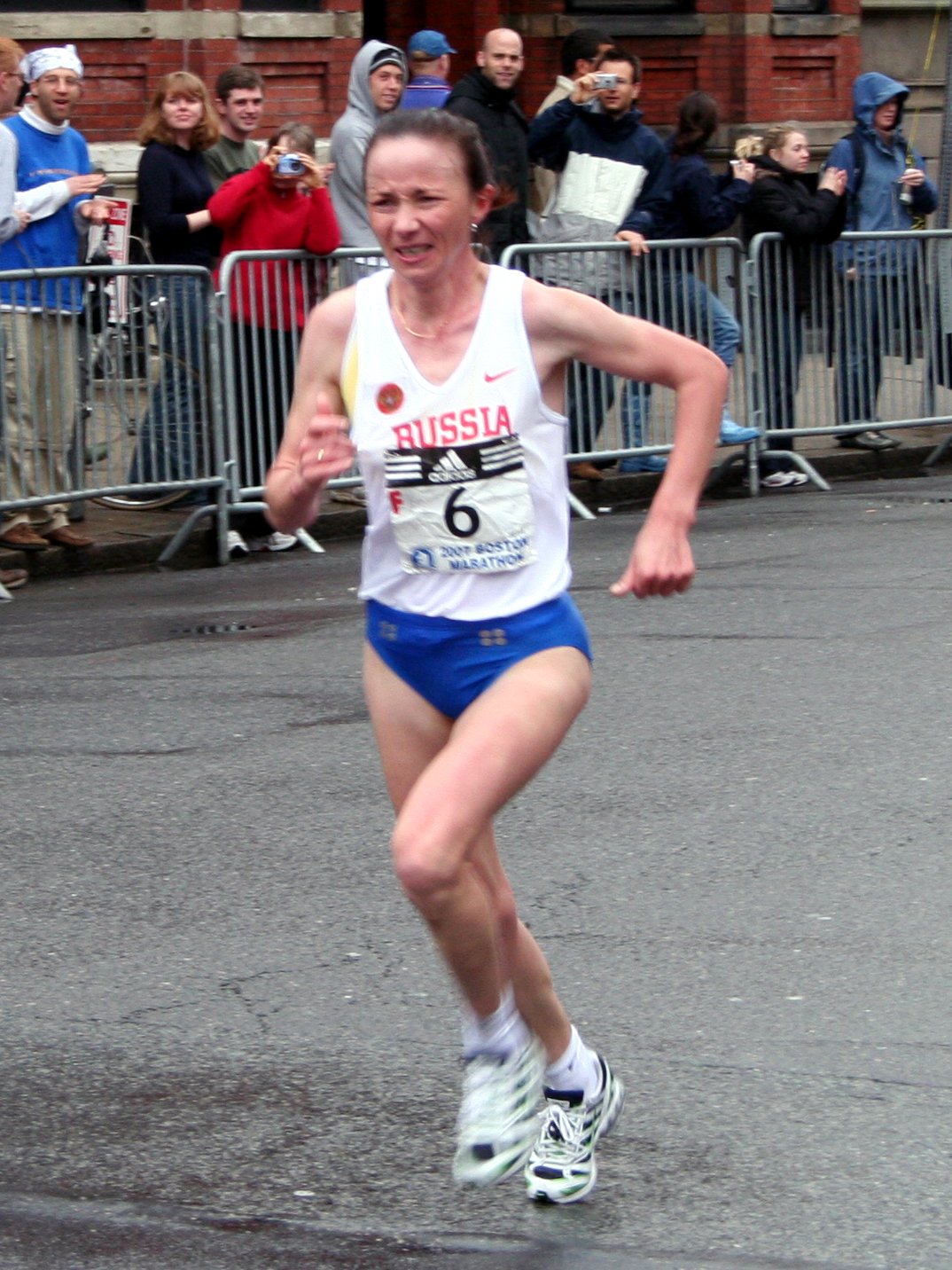
Lidija Nikolajewna Grigorjewa beim Boston-Marathon 2007

Lidija Nikolajewna Grigorjewa (russisch Лидия Николаевна Григорьева, engl. Transkription Lidiya Grigoryeva; * 21. Januar 1974 in Smytschka, Tschuwaschische ASSR, Sowjetunion) ist eine russische Langstreckenläuferin.
Bei den Olympischen Spielen 2000 in Sydney belegte sie den neunten Platz im 10.000-Meter-Lauf. Bei den Spielen 2004 in Athen wurde sie Achte, nachdem sie zuvor in diesem Jahr russische Meisterin über diese Distanz geworden war.
Bei den Leichtathletik-Europameisterschaften 2006 in Göteborg holte sie mit ihrer persönlichen Bestzeit von 30:32,72 min schließlich Bronze hinter ihrer Landsfrau Inga Abitowa und Susanne Wigene (Norwegen).
Mittlerweile hat sie sich mit Erfolg auch längeren Distanzen zugewandt, insbesondere dem Marathon. Bei den Halbmarathon-Weltmeisterschaften wurde sie 2003 Vierte und 2005 Siebte. 2005 gewann sie den Paris-Marathon, und 2006 siegte sie beim Los-Angeles-Marathon in 2:25:10 h, was sowohl Streckenrekord wie auch persönliche Bestzeit darstellte. Im selben Jahr wurde sie Fünfte beim New-York-City-Marathon.
2007 siegte sie beim Boston-Marathon unter unwetterartigen Bedingungen in 2:29:18 h und wurde Vierte beim New-York-City-Marathon.
Lidija Grigorjewa hat bei einer Größe von 1,63 m ein Wettkampfgewicht von 47 kg. Sie stammt aus Tscheboksary und begann mit dem Laufsport im Alter von 12 Jahren. Sie ist verheiratet, hat eine Tochter und wird vom ehemaligen russischen Marathon-Rekordhalter Leonid Schwezow trainiert. Ihre Schwester Irina Timofejewa ist ebenfalls als Marathonläuferin erfolgreich.